# VV Baronie in het seizoen 1957/58
Het seizoen 1957/1958 was het derde jaar in het bestaan van de Bredase betaaldvoetbalclub Baronie. De club kwam uit in de Tweede divisie A en eindigde daarin op de achtste plaats. Tevens deed de club mee aan het toernooi om de KNVB beker, hierin werd de club in de tweede ronde uitgeschakeld door MVV (3–2).

## Wedstrijdstatistieken

### Tweede divisie A
|       | DHC   | DOSKO | EBOH  | Emma  | 't Gooi | Hilversum | LONGA | ONA   | UVS   | De Valk | Wilhelmina | Zeist | ZFC   |
| ----- | ----- | ----- | ----- | ----- | ------- | --------- | ----- | ----- | ----- | ------- | ---------- | ----- | ----- |
| Thuis | 4 – 1 | 1 – 2 | 0 – 1 | 2 – 0 | 2 – 1   | 0 – 0     | 1 – 1 | 3 – 2 | 2 – 1 | 1 – 6   | 2 – 2      | 5 – 3 | 1 – 0 |
| Uit   | 5 – 3 | 5 – 3 | 1 – 5 | 2 – 2 | 5 – 0   | 4 – 1     | 2 – 2 | 0 – 0 | 4 – 0 | 1 – 1   | 1 – 1      | 6 – 0 | 5 – 2 |

### KNVB beker
| 1e ronde                                       | Baronie                                           | 7 – 0 (2 – 0) | VES '35           |
| 26 december 1957 Plaats: Breda Fatimastraat    | Onbekend                                          |               |                   |
| 2e ronde                                       | MVV                                               | 3 – 2 (2 – 1) | Baronie           |
| 23 maart 1958 Plaats: Maastricht De Boschpoort | Frans Rutten 7' Jo Toennaer 17' Albert Ummels 76' |               | 14', 54' Piet Kas |

## Statistieken Baronie 1957/1958

### Eindstand Baronie in de Nederlandse Tweede divisie A 1957 / 1958
| Stand | Gespeeld | Gewonnen | Gelijk | Verloren | Punten | Doelpunten voor | Doelpunten tegen |
| ----- | -------- | -------- | ------ | -------- | ------ | --------------- | ---------------- |
| 8e    | 26       | 8        | 8      | 10       | 24     | 44              | 61               |

### Topscorers
| #              | Naam               | Goal |
| -------------- | ------------------ | ---- |
| 1.             | Kees Groeneveld    | 10   |
| 2.             | Piet Kas           | 8    |
| 3.             | Frans Kielman      | 6    |
| 4.             | Frans Roelandt     | 4    |
| 5.             | Piet van den Broek | 3    |
| 5.             | Jef Ritzen         | 3    |
| 7.             | Koos Boeren        | 2    |
| 7.             | Wim van den Broek  | 2    |
| 9.             | Van den Broek      | 1    |
| 9.             | Ed Hop             | 1    |
| 9.             | Ad Schillemans     | 1    |
| 9.             | Koos Sins          | 1    |
| 9.             | Henny Soffers      | 1    |
| Eigen doelpunt |                    |      |
| 1.             | Meg de Jongh (ZFC) | 1    |
| Totaal         | Totaal             | 44   |

| #                    | Naam          | Goal |
| -------------------- | ------------- | ---- |
| 1.                   | Piet Kas      | 2    |
| Onbekende doelpunten |               |      |
| 1.                   | Tegen VES '35 | 7    |
| Totaal               | Totaal        | 9    |